# Dübbekold
Dübbekold ist seit 1972 ein Ortsteil der Gemeinde Göhrde im Landkreis Lüchow-Dannenberg in Niedersachsen.

## Geographie
Der Ort liegt einen Kilometer nordöstlich von Göhrde am Kateminer Mühlenbach.

## Geschichte
Für das Jahr 1848 wird angegeben, dass Dübbekold sechs Wohngebäude hatte, in denen 52 Einwohner lebten. Zu der Zeit war der Ort nach Nahrendorf eingepfarrt, wo sich auch die Schule befand.
Am 1. Dezember 1910 hatte Dübbekold als eigenständige Gemeinde im Kreis Bleckede 47 Einwohner.
Am 1. Juli 1972 wurde der Ort aus dem Landkreis Lüneburg nach Göhrde eingemeindet.